# Californosaurus perrini
Californosaurus perrini (лат., буквально: калифорнийский ящер Перрина) — вымерший вид рептилий из отряда ихтиозавров из карнийских отложений Калифорнии, самый базальный ихтиозавр из клады Eoichthyosauria.

## Систематика
Данный вид, описанный Мерриамом в 1902 году, является единственным представителем монотипического рода Californosaurus, первое описание которого выполнил Кун в 1934 году. Данный таксон имеет четыре синонимичные ему разновидности: Delphinosaurus perrini и Shastasaurus perrini, Perrinosaurus и, возможно, Toretocnemus. Сестринским таксоном по отношению к данному был признан род Callawayia, а родительским — Californosauridae согласно классификации, выполненной М. У. Майшем в 2010 году. Полная филогения выглядит так: либо Eoichthyosauria: Parvipelvia + *. (Motani, 1999b), либо Merriamosauria: Besanosaurus + (Shastasaurus + (Shonisaurus + (Callawayia + Parvipelvia) + *)) (Maisch & Matzke, 2000).

## Места и древность находок
Останки данного представителя ихтиозавров, как и можно догадаться по названию, были найдены в США, штате Калифорния, округе Шаста (англ. Shasta County, California) в отложениях позднего триасового периода. Обитал этот вид на нашей планете с 235 по 221,5 миллиона лет назад.
| Докембрий | Фанерозой | Фанерозой | Фанерозой | Фанерозой | Фанерозой | Фанерозой | Фанерозой | Фанерозой | Фанерозой | Фанерозой | Фанерозой | Фанерозой | Эон       |
| Докембрий | Палеозой  | Палеозой  | Палеозой  | Палеозой  | Палеозой  | Палеозой  | Мезозой   | Мезозой   | Мезозой   | Кайнозой  | Кайнозой  | Кайнозой  | Эра       |
| --------- | --------- | --------- | --------- | --------- | --------- | --------- | --------- | --------- | --------- | --------- | --------- | --------- | --------- |
| Докембрий | Кембрий   | Ордо вик  | Сил ур    | Девон     | Карбон    | Пермь     | Триас     | Юра       | Мел       | Палео ген | Нео ген   |           | П-д       |
| 4567      | 538,8     | 486,85    | 443,1     | 419,62    | 358,86    | 298,9     | 251,902   | 201,4     | 143,1     | 66,0      | 23,04     |           | млн лет ← |
| 4567      | 538,8     | 486,85    | 443,1     | 419,62    | 358,86    | 298,9     | 251,902   | 201,4     | 143,1     | 66,0      | 23,04     | 2,58      |           |

## Описание и образ жизни
Califirnosaurus perrini — самая ранняя из продвинутых форм ихтиозавров. В основном это означает, что все существа из данного отряда, появившиеся до него, имели длинные хвосты, как у угрей, которые не были столь эффективны в снабжении своих обладателей плавучестью, как хвосты с кончиком в виде своеобразного «полумесяца», начавшие появляться у ихтиозавров позже. У рассматриваемого вида хвост был именно такого типа и резко загнут вниз, вследствие чего хвостовой плавник выглядел примерно как у акулы. А значит, Californosaurus perrini мог плавать стремительнее, чем его более ранние собратья. При рассмотрении зубов можно сделать вывод, что это был активный хищник, охотившийся за быстрой рыбой и, вероятно, другими морскими организмами). Широкие, расставленные с промежутками фаланги делали его плавники более округлёнными и широкими, вероятно, для того, чтобы ему легче было рулить и поворачивать при погоне на высоких скоростях. Тело у этого ящера имело скруглённую, обтекаемую форму, голова была короткой, а морда, как и у его родственников, длинной. В длину он достигал примерно три метра, вес его составлял 500 фунтов (230 кг). У него было 40—50 грудных позвонков, суставы рёбер выглядели как у шастазавра.